# John Badcock
John Charles "Felix" Badcock (født 17. januar 1903 i London, død 29. maj 1976) var en engelsk roer og olympisk guldvinder.

## Rokarriere
Badcock kom ud af en bådbyggerfamilie og havde fra barns ben et tæt forhold til Themsen. Han var modsat deltog i den britiske roelite ikke på et af de store universiteter, men stillede op for Thames Rowing Club.
Til OL 1928 i Amsterdam sendte briterne otteren fra Thames, som bestod af Badcock, Jamie Hamilton, Guy Nickalls, Donald Gollan, Harold Lane, Gordon Killick, Jack Beresford, Harold West og styrmand Arthur Sulley. Briterne sejrede i de første tre runder, mens de var oversiddere i semifinalen. I finalen mødte de de forsvarende mestre fra OL 1924 og 1920, USA, der med sejrede mere end to sekunders forspring, så briterne fik sølv, mens den tabende semifinalist, Canada, fik bronze.
Ved OL 1932 i Los Angeles var Badcock med i den britiske firer uden styrmand sammen med Jack Beresford, Rowland George og Hugh Edwards, og denne besætning vandt sit indledende heat sikkert, inden de ligeledes vandt finalen klart foran Tyskland, der fik sølv, og Italien med bronze.

## Familie
Badcock giftede sig i 1934 med svømmeren Joyce Cooper, der ligeledes havde vundet OL-medaljer i 1928 og 1934. De fik to sønner, der begge var roere.

## OL-medaljer
- 1932:  Guld i firer uden styrmand
- 1928:  Sølv i otter